# Rio Capivaras
Cet article possède un paronyme, voir Capivara.
Le rio Capivaras est une rivière brésilienne de l'État de Santa Catarina, et un affluent du rio Pelotas, donc un sous-affluent du fleuve le río Uruguay.

## Géographie
Il naît sur le territoire de la municipalité de Bom Jardim da Serra, non loin de la limite avec la municipalité de Lauro Müller, dans la serra Geral.
Il s'écoule en direction du sud-ouest, passe non loin de la localité de Capivaras avant de se jeter dans le rio Pelotas.